# Kaple svatého Jana Nepomuckého (Plandry)
Kaple svatého Jana Nepomuckého stojí na mírném návrší u obce Plandry. Ke kapli vede státem chráněná lipová alej, samotná kaple je chráněná jako kulturní památka České republiky.

## Historie
Poutní areál sv. Jana Nepomuckého v Plandrech začal stavět v roce 1735 tehdejší majitel panství a zámku Josef Ignác Zebo. Dokončen byl v roce 1739, jak dokládá chronogram na klenbě kaple. K výzdobě si přizval pražského řádového malíře Siarda Noseckého. Na dnes již nezachovaný hlavní oltář byl pořízen obraz barokního akademického malíře Michelangela Unterbergera. Po smrti Aloisie, manželky Františka Schirndingera v roce 1817 došlo k opravě kaple, která byla dokončena v roce 1826. Na její památku byl v interiéru vztyčen náhrobek s alegorickým sousoším od Václava Prachnera a kaple se tak začala měnit na rodinné mauzoleum. 
V 50. letech 20. století byl areál neudržován a interiéry kaplí rozkradeny a poničeny. V letech 1988–1998 byla provedena oprava kaple, v roce 1992 pak bylo provedeno restaurování stropní fresky a v roce 2010 šindelové střechy. Od roku 2018 probíhají další restaurátorské práce. 

## Popis
Kaple je čtvercového půdorysu s odděleným výstupkem jako presbytářem s cibulovou šindelovou bání a lucernou, kde visel do roku 1942 zvon. Hlavní průčelí dělí dvojice pilastrů po stranách hlavního portálu, nad kterým je oválné okno s rokokovou mříží. Okolo kaple je ohradní zeď se vstupní bránou a pěti bočními kaplemi. Boční strany kaple jsou členěny podobně jako průčelí. V kaplích byly původně za mřížemi na zdech vymalovány fresky Siarda Noseckého, později, při rekonstrukci v roce 1826 byly nahrazeny obrazy s tematikou svatojánské legendy, dnes jsou kaple prázdné. Rokokové mříže pocházejí z roku 1740. Před kaplí je jediný dochovaný náhrobek z bývalého hřbitova, patří rodině Dobřenských. Ke kapli vede státem chráněná lipová alej.

## Interiéry
Klenba kaple je vyzdobena freskou Apoteózy Jana Nepomuckého se zemskými patrony z roku 1739 od Siarda Noseckého. Z původního vybavení se zachoval obraz sv. Jan Nepomucký předávající Panně Marii s Ježíškem svůj jazyk od Michelangela Unterbergera z doby kolem roku 1745. A také obraz Zvěstování Panně Marii od Siarda Noseckého z bočního oltáře. Na severní straně kaple byl v roce 1826 umístěn klasicistní náhrobek Aloisie ze Schirdingu († 18. 3. 1817) od sochaře Václava Prachnera v podobě truchlící matky s dcerou, které doprovází postava génia smrti. Nad vstupem je kruchta s dřevěným vyřezávaným zábradlím. V roce 1826 přibylo v bočních kaplích pět obrazů se svatojánskou tematikou od malíře J. Klause, čtyři z nich se dochovaly (v letech 1993–⁠⁠⁠⁠⁠⁠1995 byly restaurovány).

## Vliv Santiniho
V minulosti býval za autora poutního areálu označován Jan Blažej Santini-Aichel, který ovšem umírá již 7. prosince 1723 (stavba byla provedena v letech 1735–⁠⁠⁠⁠⁠⁠1739). Skutečným autorem byl pravděpodobně Donát Morazzi, v té době nepříliš známý architekt. Dodnes bývá oceňován především za citlivé zapojení celého areálu do přírody. Ve své práci se nechal inspirovat kostelem svatého Jana Nepomuckého na Zelené hoře u Žďáru nad Sázavou, který postavil právě Jan Blažej Santini-Aichel. Kromě centrální kaple nechal také kolem areálu vystavět ohradní zeď s pěti kapličkami. Právě velká podobnost s kostelem na Zelené hoře stála za názorem, že architektem je Santini.

## Legendy
Ke kapli se váže řada pověstí a legend. Jednou z nich je pověst rodu Dobřenských. Pověst vypráví o synovi majitele panství, který v mládí na panství svého otce rád pozoroval čápy, kteří zde měli hnízdo. Jeden z mladých čápů si na chlapce zvykl. Později musel šlechtic odjet do války, byl zde zajat (pravděpodobně Turky) a stal se otrokem. Jednou otrokům nad hlavami zakroužili čápy. Mezi nimi byl i onen ochočený čáp, který mladého šlechtice poznal. Ten mu na nohu připevnil cedulku se zprávou. Čáp se poté vrátil do Čech a na panství si brzy všimli cedulky na noze čápa. Dozvěděli se, kde se chlapec nachází a vykoupili ho. Na počest jeho záchrany pak byla postavena nedaleko zámku kaple.